# 円通寺 (大分市)
円通寺（えんつうじ）は、大分県大分市広内にある天台宗の寺院。山号は九六位山（くろくいさん）。本尊は千手観音。

## 概要
大分市東部の臼杵市との境にある九六位山の山頂付近に位置する。霊山の霊山寺、神角寺山の神角寺とともに豊後の三大寺院と称される。九州西国霊場第十番。

## 歴史
寺伝によると、百済から来朝した日羅上人が、591年（崇峻天皇4年）に現在の大分市古国府に岩屋寺（後の円寿寺）を開いた折に、毎朝、太陽を礼拝していたところ、東方の山に慶雲がかかっていた。そこで、その山に登ろうとしたものの山容が厳しく立往生していると、9頭の鹿や猪が現れ、多くの鹿や猪を引き連れて道案内をした。上人が山頂に至ると、猪にまたがった異形の人が現れ、この地に円通尊を安置して衆生を済度するよう伝えたという。そこで、日羅上人は千手観音を刻んでこの地に安置し、堂を建立して九鹿猪山円通寺と名づけた。
建久年間には大友氏初代大友能直から寺領の寄付を受け、第5代大友貞親の治世には堂宇を再建し、十二坊を建立する等して繁栄したが、第22代大友義統治世の1586年（天正14年）に起きた島津氏の豊後侵攻（豊薩合戦）の際に伽藍を焼失し、荒廃した。
1632年（寛永9年）に量海法印が霊夢に従い、九鹿猪山中のイチョウの大木の洞から千手観音を見出して草堂を建てて祀り、寺院を中興した。1662年（寛文2年）3月にはその子清雄法印が観音堂を瓦葺きに改築。同年12月には梵鐘が完成し、それを機に九鹿猪山から九六位山へと文字を改めたという。
境内には、創建の際に植えられたと伝えられる樹齢1300年、樹高22m、幹周7.5mのイチョウの大木があり、大分県の特別保護樹木、大分市の名木に指定されている。